# Florence Griffith-Joyner
Pour les articles homonymes, voir Griffith et Joyner.
Florence Griffith-Joyner (connue également par son surnom Flo-Jo), née Delorez Florence Griffith le 21 décembre 1959 à Los Angeles (Californie, États-Unis) et morte le 21 septembre 1998 à Mission Viejo (Californie, États-Unis), est une athlète américaine, spécialiste des épreuves de sprint. Elle détient depuis 1988 les records du monde hors normes du 100 mètres — 10 s 49 lors des sélections olympiques américaines le 16 juillet 1988 à Indianapolis — et du 200 mètres — 21 s 34 en finale des Jeux olympiques de Séoul le 29 septembre de la même année. Ces deux records n'ont pas été approchés depuis lors et sont entachés de lourds soupçons de dopage, confortés par son décès soudain à 38 ans.

## Biographie

### Jeunesse et formation
Florence Griffith-Joyner est née dans une famille pauvre de Los Angeles. Elle est la septième des 11 enfants de Florence Griffith, une institutrice, et de Robert Griffith, un électricien. La famille emménage à Mojave Desert, en 1964, les parents de Florence se séparent, la mère se trouve seule pour éduquer ses 11 enfants et retourne à Los Angeles pour s'installer dans le quartier de Watts.
En 1965, alors qu'elle a 6 ans, elle participe à des épreuves d'athlétisme organisées par la Fondation Sugar Ray Robinson dont elle devient un membre,.
En 1973, elle remporte le Jesse Owens National Youth Games,.
Après ses études secondaires à la Jordan High School (Los Angeles) (en) elle est admise en 1978 à l'université d'État de Californie à Northridge. Elle abandonne ses études universitaires ainsi que la compétition sportive en 1979, pour subvenir aux besoins de sa famille, et prend un poste de guichetière dans une banque.
Elle est repérée par Bob Kersee qui réussit à lui faire intégrer l'UCLA où elle obtient son Bachelor of Arts (licence) en psychologie en 1983. Elle remporte les championnats NCAA du 200 m en 1982 et du 400 m en 1983.

### Premiers podiums mondiaux et olympiques (1983-1987)

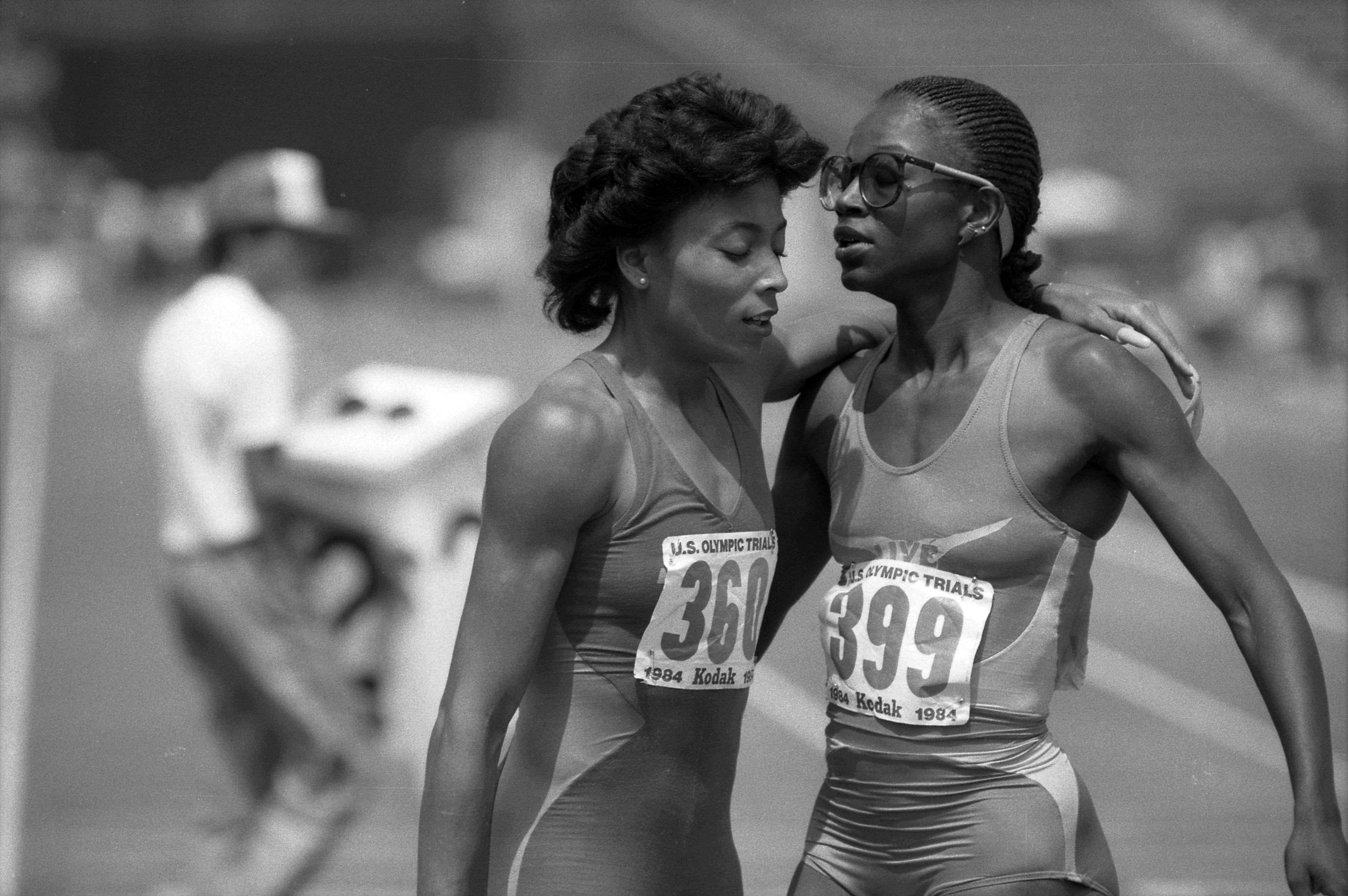
Florence Griffith (à gauche) aux côtés de Valerie Brisco-Hooks en 1984.

Lors des championnats du monde de 1983, à Helsinki, Florence Griffith se classe quatrième de l'épreuve du 200 m dans le temps de 22 s 46.
Aux Jeux olympiques d'été de 1984 à Los Angeles, elle obtient la médaille d'argent du 200 mètres en 22 s 04, terminant à 23/100e de seconde de sa compatriote Valerie Brisco-Hooks qui établit un nouveau record olympique.
Après les Jeux olympiques, elle s'éloigne des pistes d'athlétisme, devient employée de banque et se fiance avec Greg Foster, médaillé d'argent du 110 mètres haies aux Jeux de Los Angeles. Elle ne s'entraîne plus que pour garder la ligne. 
À l'approche des Jeux de Séoul, Bob Kersee parvient à lui faire reprendre l'entraînement de haut niveau et la soumet à un énorme travail foncier et de musculation. Le retour est gagnant puisque, lors des championnats du monde de Rome, Florence Griffith s'adjuge la médaille d'argent du 200 m derrière l'Est-allemande Silke Gladisch. Quelques jours plus tard, vêtue d'une combinaison de patineuse qui fait sensation, elle remporte la finale du relais 4 × 100 mètres en compagnie de ses compatriotes Alice Brown, Diane Williams et Pam Marshall. Mais les places de seconde ne conviennent plus à Florence Griffith. Elle augmente sa charge d'entraînement et prend comme nouvel entraîneur Al Joyner qu'elle épouse fin octobre 1987.

### Records du monde du 100 m et du 200 m et quadruple médaillée aux Jeux olympiques de Séoul (1988)

Florence Griffith-Joyner reçue par le Président Ronald Reagan en 1988 après les Jeux olympiques de Séoul.

Jusqu'alors connue comme coureuse de 200 mètres, Florence Griffith-Joyner stupéfie le monde du sprint en pulvérisant le record du monde du 100 mètres le 16 juillet 1988 lors des quarts-de-finale des sélections américaines à Indianapolis. Avec un temps de 10 s 49, elle laisse sa rivale, reine des Jeux de Los Angeles, Evelyn Ashford, à plus de deux mètres, et pulvérise le record du monde de celle-ci (10 s 76). Cette performance est controversée (on soupçonne un dysfonctionnement de l'anémomètre ; selon le journal L'Équipe, il y aurait eu 5 à 5,5 m/s de vent favorable) mais n'en est pas moins homologuée par l'IAAF.
C'est donc comme favorite que Florence Griffith-Joyner se présente aux épreuves de sprint des Jeux de Séoul en 1988. En finale du 100 mètres, Flo Jo fait jeu égal avec ses principales concurrentes, mais subitement, un sourire éclaire son visage et Florence Griffith-Joyner place une accélération foudroyante, laissant, sur la ligne d'arrivée, ses adversaires à plus de 2 mètres. Elle réalise un temps de 10 s 54.
La nouvelle reine du sprint va éblouir plus encore sur 200 mètres avec deux records du monde en moins de deux heures le 29 septembre 1988. En demi-finale, à 15 heures, avec un chrono de 21 s 56, elle bat le record du monde de Marita Koch et Heike Drechsler (21 s 71). En finale à 16 h 40, Flo Jo bat son propre record dans le temps de 21 s 34. La moisson olympique de la « panthère noire » n'est pas encore terminée, puisqu'elle remporte la médaille d'or du relais 4 × 100 mètres et la médaille d'argent du relais 4 × 400 mètres.

### Fin de carrière et décès
En 1989, après sa réception du Trophée Jesse-Owens, elle prend subitement, en pleine gloire, sa retraite sportive afin de se consacrer à la mode et faire fructifier sa notoriété. 
Elle est, par la suite, nommée conseillère de Bill Clinton pour l'éducation physique. Mais, rapidement, Florence Griffith-Joyner est atteinte par de sérieux problèmes de santé. En avril 1996, elle est victime d'une attaque cardiaque. Deux ans plus tard, le 21 septembre 1998 au matin, elle est retrouvée morte dans sa maison de Mission Viejo. L'autopsie révélera qu'elle est morte asphyxiée lors d'une crise d'épilepsie.
Florence repose au El Toro Memorial Park de Lake Forest (Californie).

### Accusations de dopage
La mort de Florence Griffith-Joyner serait liée à l'abus de produits dopants. Elle avait déjà été victime en 1996 d'une attaque d'apoplexie que certains avaient liée à la potentielle utilisation d'anabolisants. Ainsi, ses fantastiques performances sur 100 et 200 mètres, toujours inaccessibles de nos jours, et sa mort prématurée ont alimenté nombre de polémiques. Ces polémiques ont été fondées sur diverses rumeurs, des propos attribués à Carl Lewis, qui concernaient en fait les étudiants ou les sportifs de l'université de Pennsylvanie, et des propos équivoques de son entraîneur Charlie Francis ou encore les déclarations du sprinter Darrell Robinson (en) qui avait confié qu'il avait vendu des hormones de croissance à Florence en 1988 pour un montant de 2 000 $. Les dénégations de Florence Griffith-Joyner se faisaient alors sur fond de révélations concernant l'usage de dopants divers, notamment les révélations à répétition de Darrell Robinson. En outre, selon Werner Franke : « Les athlètes américaines recouraient au dopage dès avant les JO de 1984 ».
Des journalistes ont écrit que l'overdose aurait donc été dissimulée pour ne pas abîmer l'image des sportifs.
De fait, Florence Griffith-Joyner ne fut jamais contrôlée positive (au contraire d'anciens athlètes du bloc soviétique ou de Ben Johnson dans les mêmes Jeux de 1988, après sa victoire sur 100 m), mais ses transformations physiques ont fait naître le doute. Lorsque Florence Griffith-Joyner se présente aux sélections américaines de 1988, l'augmentation de sa masse musculaire a totalement changé sa morphologie. De même, ses performances ont connu une progression tout aussi rapide que spectaculaire. En effet, durant la seule saison 1988, elle gagne une demi-seconde sur 100 mètres et 200 mètres. On soupçonne une prise de stéroïdes et d'anabolisants, surtout lors des Jeux de Séoul où Ben Johnson est disqualifié du 100 mètres pour dopage. Institués en 1989, les contrôles inopinés ont peut-être précipité la retraite de Florence Griffith-Joyner, qui déclarait, lors des sélections américaines de 1988 : « Notre but était de prouver que les Américaines pouvaient être largement supérieures aux Allemandes de l'Est. ».
Toutefois le prince Alexandre de Merode qui fut le président de la commission médicale du Comité international olympique explique : « nous avons effectué toutes les analyses possibles et imaginables sur elle, et nous n'avons jamais rien trouvé. Il ne devrait pas y avoir le moindre soupçon ». Merode n'était toutefois pas exempt de soupçons lui-même, ayant été accusé d'avoir dissimulé des tests de dépistage de drogue aux Jeux de 1984, et à la suite de performances record de nageurs chinois dans les années 1990, l'Agence mondiale antidopage a été créée, supprimant de fait le contrôle des tests de dépistage de drogue par le CIO et Merode.

### Hommages

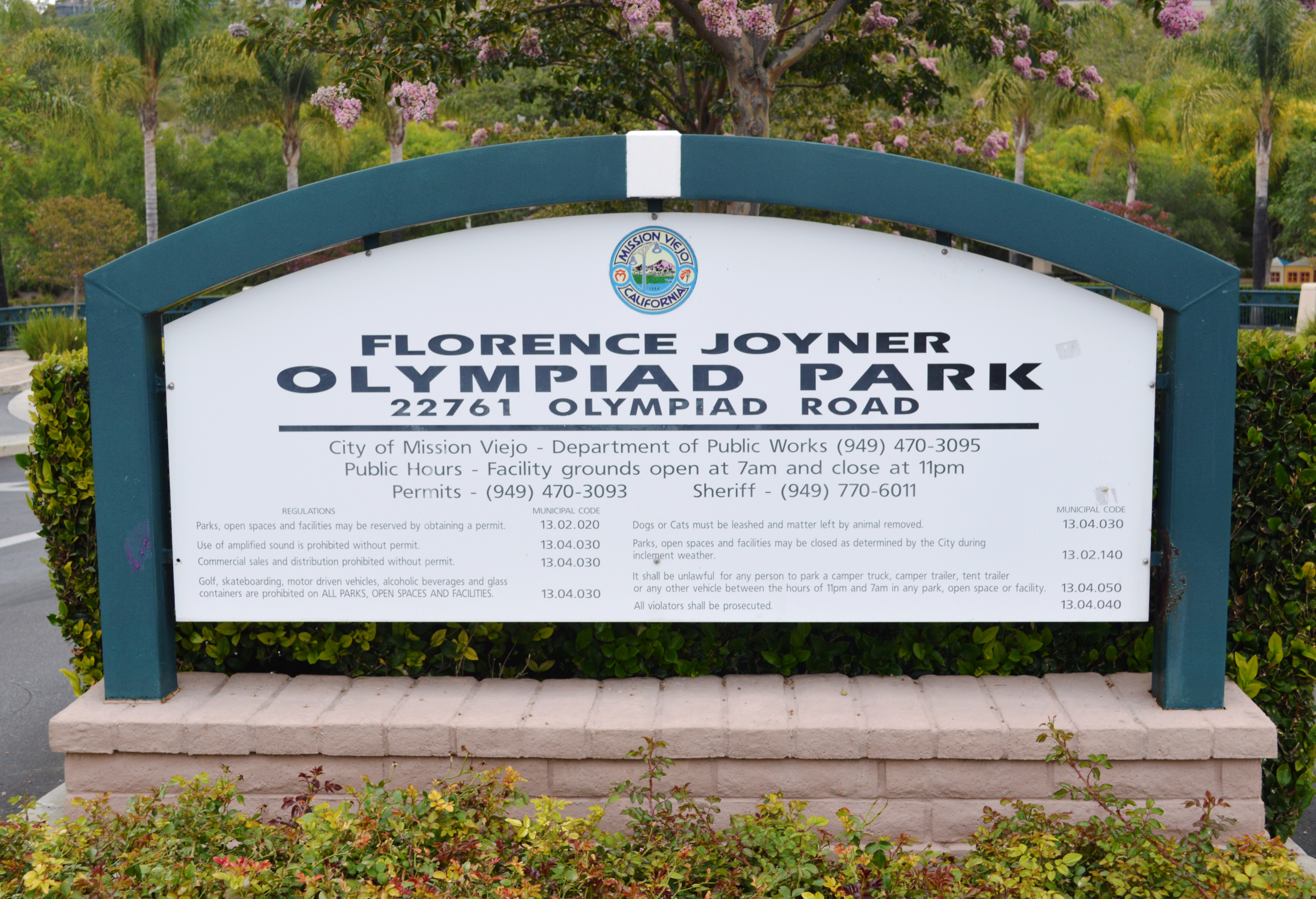
Le Florence Joyner Olympiad Park à Mission Viejo.

En 2000, la 102nd Street School à Los Angeles a été renommée Florence Griffith Joyner Elementary School. Griffith Joyner a fréquenté l'école pendant son enfance. La ville Mission Viejo a dédié en son honneur un parc à l'entrée de son quartier,.
En 2018, Beyoncé lui rend hommage en se déguisant en Florence Griffith Joyner pour Halloween,.

### Vie privée
Le 10 octobre 1987, elle épouse Al Joyner à Las Vegas. Le 13 novembre 1990, le couple donne naissance à une fille, Mary,.
Elle est la belle-sœur de Jackie Joyner-Kersee.

## Palmarès
| Date | Compétition                | Lieu        | Résultat | Épreuve   | Temps         |
| ---- | -------------------------- | ----------- | -------- | --------- | ------------- |
| 1981 | Coupe du monde des nations | Rome        | 2e       | 4 × 100 m | 42 s 82       |
| 1983 | Championnats du monde      | Helsinki    | 4e       | 200 m     | 22 s 46       |
| 1984 | Jeux olympiques            | Los Angeles | 2e       | 200 m     | 22 s 04       |
| 1987 | Championnats du monde      | Rome        | 2e       | 200 m     | 21 s 96       |
| 1987 | Championnats du monde      | Rome        | 1re      | 4 × 100 m | 41 s 58       |
| 1988 | Jeux olympiques            | Séoul       | 1re      | 100 m     | 10 s 54       |
| 1988 | Jeux olympiques            | Séoul       | 1re      | 200 m     | 21 s 34       |
| 1988 | Jeux olympiques            | Séoul       | 1re      | 4 × 100 m | 41 s 98       |
| 1988 | Jeux olympiques            | Séoul       | 2e       | 4 × 400 m | 3 min 15 s 51 |

## Records

### Records personnels
| Épreuve   | Temps              | Lieu         | Date              |
| --------- | ------------------ | ------------ | ----------------- |
| 100 m     | 10 s 49 (WR)       | Indianapolis | 16 juillet 1988   |
| 200 m     | 21 s 34 (WR)       | Séoul        | 29 septembre 1988 |
| 400 m     | 50 s 89            | Los Angeles  | 8 juin 1985       |
| 4 × 100 m | 41 s 55            | Berlin       | 21 août 1987      |
| 4 × 400 m | 3 min 15 s 51 (AR) | Séoul        | 1er octobre 1988  |

### Records du monde
- Record du monde du 100 mètres en 10 s 49, le 17 juillet 1988 en quart de finale des sélections olympiques américaines à Indianapolis (amélioration de 27/100e de seconde du record d'Evelyn Ashford).
- Record du monde du 200 mètres en 21 s 56, le 29 septembre 1988 en demi-finale des Jeux olympiques de Séoul (amélioration de 15/100e de seconde du record détenu conjointement par Marita Koch et Heike Drechsler).
- Record du monde du 200 mètres en 21 s 34, le 29 septembre 1988 en finale des Jeux olympiques de Séoul (amélioration de 22/100e de seconde de son précédent record établi le même jour en demi-finales).

## Prix et distinctions
- 1973 : lauréate du Jesse Owens National Youth Games,
- 1988 : honorée comme Championne des champions mondiaux de L'Équipe.
- 1988 : honorée comme "La femme athlète de l'année" par l'agence Associated Press[30].
- 1988 : honorée comme "La femme athlète de l'année" par l'agence United Press International[31].
- 1988 : honorée comme "La femme athlète de l'année" par le magazine Track & Field News[32].
- 1988 : lauréate du James E. Sullivan Award, mention sprinteuse, décerné par l'Amateur Athletic Union (AAU)[33],[34].
- 1995 : inscription au Temple de la renommée de l'athlétisme des États-Unis (Hall of Fame)[35]
- 1989 : lauréate du Trophée Jesse-Owens, décerné par l'USA Track & Field ( USATF)[14],[36].
- 2013 : inscription sur le California Sports Hall of Fame (en)[37].